# Gertrude Lübbe-Wolff
Gertrude Lübbe-Wolff (* 31. Januar 1953 in Weitensfeld, Kärnten) ist eine deutsche Rechtswissenschaftlerin. Sie ist emeritierte Professorin für Öffentliches Recht der Universität Bielefeld. Von 2002 bis 2014 war sie Richterin des Bundesverfassungsgerichts.

## Leben
Lübbe-Wolff wurde im Haus ihrer Patentante in Kärnten geboren, wo sich ihre Mutter während der Examensvorbereitung für das Lehramt aufhielt und wohin sie oft in den Ferien zurückkehrte. Sie legte das Abitur im Alter von 16 Jahren ab. Nach dem Studium der Rechtswissenschaften an der neu gegründeten Universität Bielefeld, der Albert-Ludwigs-Universität Freiburg (Abschluss mit Erstem Staatsexamen 1974) und der Harvard Law School (LL.M. 1975) absolvierte sie das Referendariat in Freiburg im Breisgau (Zweites Staatsexamen 1977). Als Stipendiatin der Studienstiftung des deutschen Volkes promovierte sie 1980 an der Universität Freiburg bei Alexander Hollerbach mit der Arbeit „Rechtsfolgen und Realfolgen“. Von 1979 bis 1987 war sie wissenschaftliche Assistentin an den Lehrstühlen von Jochen Abraham Frowein, Meinhard Hilf und Dieter Grimm in Bielefeld, im Jahr 1987 folgte die Habilitation für die Fächer öffentliches Recht, Verfassungsgeschichte der Neuzeit und Rechtsphilosophie. Thema ihrer Habilitationsschrift waren Die Grundrechte als Eingriffsabwehrrechte.
In den Jahren 1988 bis 1992 war Lübbe-Wolff Stadtverwaltungsdirektorin und Leiterin des Wasserschutz- bzw. Umweltamtes in Bielefeld. Danach nahm sie einen Ruf auf eine Professur für Öffentliches Recht an der rechtswissenschaftlichen Fakultät der Universität Bielefeld an. Zusätzlich war sie von 1996 bis 2002 Direktorin des Zentrums für interdisziplinäre Forschung der Universität. Im Jahre 2000 wurde Lübbe-Wolff mit dem Gottfried-Wilhelm-Leibniz-Preis der Deutschen Forschungsgemeinschaft, dem höchstdotierten deutschen Wissenschaftspreis, ausgezeichnet. 2000 bis 2002 war sie Vorsitzende des Rates von Sachverständigen für Umweltfragen.
Am 15. März 2002 wählte sie der Bundestag auf Vorschlag der SPD als Nachfolgerin von Jutta Limbach zur Verfassungsrichterin. Von 2002 bis 2014 gehörte Lübbe-Wolff dem zweiten Senat des Bundesverfassungsgerichts an. Sie war unter anderem Berichterstatterin bei den Grundsatzverfahren zum Erfordernis einer gesetzlichen Grundlage für den Jugendstrafvollzug zur Zwangsbehandlung im Maßregelvollzug, zur Filmförderungsabgabe, zur Zulässigkeit von Gigalinern sowie beim Plenarverfahren zum Luftsicherheitsgesetz. Mit Lerke Osterloh und Michael Gerhardt wurde sie zum „linksliberalen“ Flügel im Zweiten Senat gerechnet und verfasste gelegentlich Sondervoten. Größere Aufmerksamkeit auch über Fachkreise hinaus erhielt beispielsweise das Sondervotum von Osterloh und Lübbe-Wolff zur „gespaltenen“ Stimme des Landes Brandenburgs in der Bundesratsabstimmung zum Zuwanderungsgesetz. Sie war „nicht zuletzt für ihre schneidenden, intellektuelle Überlegenheit in Anspruch nehmenden Sondervoten bekannt und damit für die Pflege einer Form, die anzeigte, dass die interne Konsenssuche des Gerichts an eine Grenze gekommen war“. Zu ihrer Nachfolgerin wurde Doris König gewählt.
Nach ihrer Amtszeit als Verfassungsrichterin lehrte sie weiterhin an der Universität Bielefeld. Im akademischen Jahr 2015/16 war sie Fellow am Wissenschaftskolleg zu Berlin und 2017/18 am Käte-Hamburger-Kolleg „Recht als Kultur“ in Bonn. Lübbe-Wolff ist seit 2010 ordentliches Mitglied in der Klasse Sozialwissenschaften der Berlin-Brandenburgischen Akademie der Wissenschaften. Im Sommersemester 2018 wurde sie als Professorin emeritiert.
Gertrude Lübbe-Wolff ist verheiratet mit dem Philosophen Michael Wolff und hat vier Kinder. Sie lebt in Bielefeld und Flattnitz (Kärnten). Ihr Vater Hermann Lübbe ist emeritierter Professor für Philosophie und Politische Theorie an der Universität Zürich. Ihre Schwester Weyma Lübbe ist Professorin für Philosophie an der Universität Regensburg, ihre Schwester Anna Lübbe Professorin für Verfahrensrecht und außergerichtliche Konfliktlösung an der Hochschule Fulda.

## Preise und Ehrungen
- 2000: Gottfried-Wilhelm-Leibniz-Preis
- 2011: Honorary Bencher, The Honourable Society of the Middle Temple
- 2012: Hegel-Preis der Stadt Stuttgart[16]
- 2014: Großes Verdienstkreuz mit Stern und Schulterband
- 2015: Ehrendoktorat, Europäisches Hochschulinstitut
- 2016: Ehrenmitglied, Asociación Argentina de Justicia Constitucional
- 2021: Kant-Weltbürger-Preis der Freiburger Immanuel Kant-Stiftung[17]
- 2024: Ernst-Hellmut-Vits-Preis

## Schriften (Auswahl)
Monographien
- Der ehrliche Deutsche: Über Problemverleugnung, Moralismus und Regelungsillusion in Sachen Korruption, Verlag Vittorio Klostermann, Frankfurt, 2025, ISBN 978-3-465-04668-4.
- Demophobie. Muss man die direkte Demokratie fürchten? In: Klostermann Rote Reihe. Nr. 151. Vittorio Klostermann, Frankfurt am Main 2023, ISBN 978-3-465-04613-4.
- Beratungskulturen. Wie Verfassungsgerichte arbeiten, und wovon es abhängt, ob sie integrieren oder polarisieren, Konrad Adenauer Stiftung, Berlin 2022, ISBN 978-3-98574-072-7, online. (PDF) In: kas.de. 2022, abgerufen am 24. Oktober 2022.[18]
- Das Dilemma des Rechts. Über Härte, Milde und Fortschritt im Recht, Schwabe, Basel 2017.
- Wie funktioniert das Bundesverfassungsgericht? V&R unipress, Osnabrück 2015.
- Recht und Moral im Umweltschutz. Nomos, Baden-Baden 1999 (online bei Leibniz Publik).
- Modernisierung des Umweltordnungsrechts. Vollziehbarkeit – Deregulierung – Effizienz. Economica, Bonn 1996 (online bei Leibniz Publik).
- Die Grundrechte als Eingriffsabwehrrechte. Nomos, Baden-Baden 1988 (online https://www.leibniz-publik.de/de/fs1/object/display/bsb00064380_00001.html?prox=true&sort=&txB=&yearTo=JJJJ&txC=&txA=&ngram=true&pubType=&opC=%2B&opD=%2B&hl=scan&opA=%2B&opB=%2B&mode=advanced&rows=10&subjectRVK=&flA=person&yearFrom=JJJJ&flB=monogrTitle&fulltext=Die+Grundrechte+als+Eingriffsabwehrrechte&flC=seriesTitle&context=Die%20Grundrechte%20als%20Eingriffsabwehrrechte bei Leibniz Publik)
- Rechtsfolgen und Realfolgen. Welche Rolle können Folgenerwägungen in der juristischen Regel- und Begriffsbildung spielen? Alber, Freiburg 1980 (online bei Leibniz Publik).

Herausgeberschaften
- Umweltschutz durch Kommunales Satzungsrecht. Erich Schmidt, Berlin 1993; 2. Auflage 1997.
- mit Bernd Hansjürgens: Symbolische Umweltpolitik. Suhrkamp, Frankfurt am Main 2000.
- mit Erik Gawel: Effizientes Umweltordnungsrecht – Kriterien und Grenzen. Nomos, Baden-Baden 2000.

Aufsätze
- Globalisierung und Demokratie. Überlegungen am Beispiel der Wasserwirtschaft. In: Recht und Politik. 2004, H. 3, S. 130–143 (online bei Leibniz Publik).
- Substantiierung und Subsidiarität der Verfassungsbeschwerde. In: Europäische Grundrechte-Zeitschrift. 2004, S. 669–682.
- Homogenes Volk – über Homogenitätspostulate und Integration. In: Zeitschrift für Ausländerrecht und Ausländerpolitik. 2007, S. 121–127 (online bei Leibniz Publik).
- Die Aktualität der Hegelschen Rechtsphilosophie. In: Birgit Sandkaulen, Volker Gerhardt und Walter Jaeschke (Hrsg.): Gestalten des Bewußtseins. Genealogisches Denken im Kontext Hegels. Meiner, Hamburg 2009, S. 328–349 (online bei Leibniz Publik).
- Who Has the Last Word? National and Transnational Courts – Conflict and Cooperation. In: Yearbook of European Law. Bd. 30 (2011), S. 86–99.
- The Principle of Proportionality in the Case-Law of the German Federal Constitutional Court. In: Human Rights Law Journal. 2014, S. 12–17.
- Democracy, separation of powers and international treaty-making. The example of TTIP. In: Current Legal Problems 2016, S. 1–24.
- Diplomatisierung des Rechts. In: Merkur, 71. Jahrgang, November 2017, S. 57–65.